# フォート・チャーチル射場
座標: 北緯58度44分03秒 西経93度49分13秒 / 北緯58.73417度 西経93.82028度
フォート・チャーチル射場（英語: Fort Churchill）は、カナダのマニトバ州チャーチルに存在するロケット打ち上げ複合射場。

## 概要
この射場は、1950年代半ばから、様々な主要研究のために飛翔体や観測ロケットの弾道飛行実験に使われていた。現在、施設はフォート・チャーチルの数キロメートル南に存在し、接続路は全天候用の砂利道で接続されている。
この複合施設は1954年にカナダ軍によっての長距離通信に際してのオーロラ現象の影響の研究のために建てられた。計画は1955年に停止されたが、1956年にカナダの国際地球観測年（IGY）プロジェクト参加のために再開され、大幅に拡大された。IGYのための実験的打ち上げは1957年に始まり、1958年12月に2年間続いたIGYが終わったことで再び閉鎖された。
1959年8月、アメリカ陸軍によって観測ロケット基地ネットワークの一部として再び再開された。1959年9月以降はカナダ兵器研究開発施設の推進テスト機の新型固体燃料推進システムの試験のために使われ、これがのちにブラック・ブラントに発展した。しかし、1960年代の後半、火災によって施設の多くが破壊され、ブラック・ブラント試験型の追加12基の打ち上げはNASAの1961年から62年にワロップス島で継続されると公表され、その間に施設が再建される事になった。
アメリカ陸軍は1970年6月にフォート・チャーチルでの実験を終え、この施設はカナダの上層大気研究計画の支援のためにカナダ国家研究評議会に引き継がれた。施設は1970年代から1980年代にかけて散発的に使われ、1990年に活動が停止された。
1985年からは施設は事実上放棄されており、フォート・チャーチルを含めチャーチル周辺には空港、鉄路、幾つかの施設、エコツーリズムセンター、地磁気研究所などが建てられた。合計3500回以上の打ち上げが行われた。
1995年、アクジュイット航空宇宙社は3億ドルをかけてこの射場を"カナダ宇宙港"として開発すると公表し、この施設を極地観測ロケット打ち上げのための商用打ち上げ基地として提案した。1996年、アクジュイット社は小型打ち上げ機スタールト1として利用されていたソビエト時代のICBMSS-25の余剰分で商用極軌道打ち上げを行うロシアの複合STCの追加計画に調印した。フォート・チャーチルの西半球という位置は、時に非常に寒くなるという点を除けば、北方に向けての安全な打ち上げにとって最適位置であった。1998年の5月、アクジュイット社が資金不足に陥り、1999年から2000年ごろの打ち上げ市場の崩壊によって、同基地は以降の打ち上げ計画を持っておらず、事実上放棄されている。